# 4 gegen Z

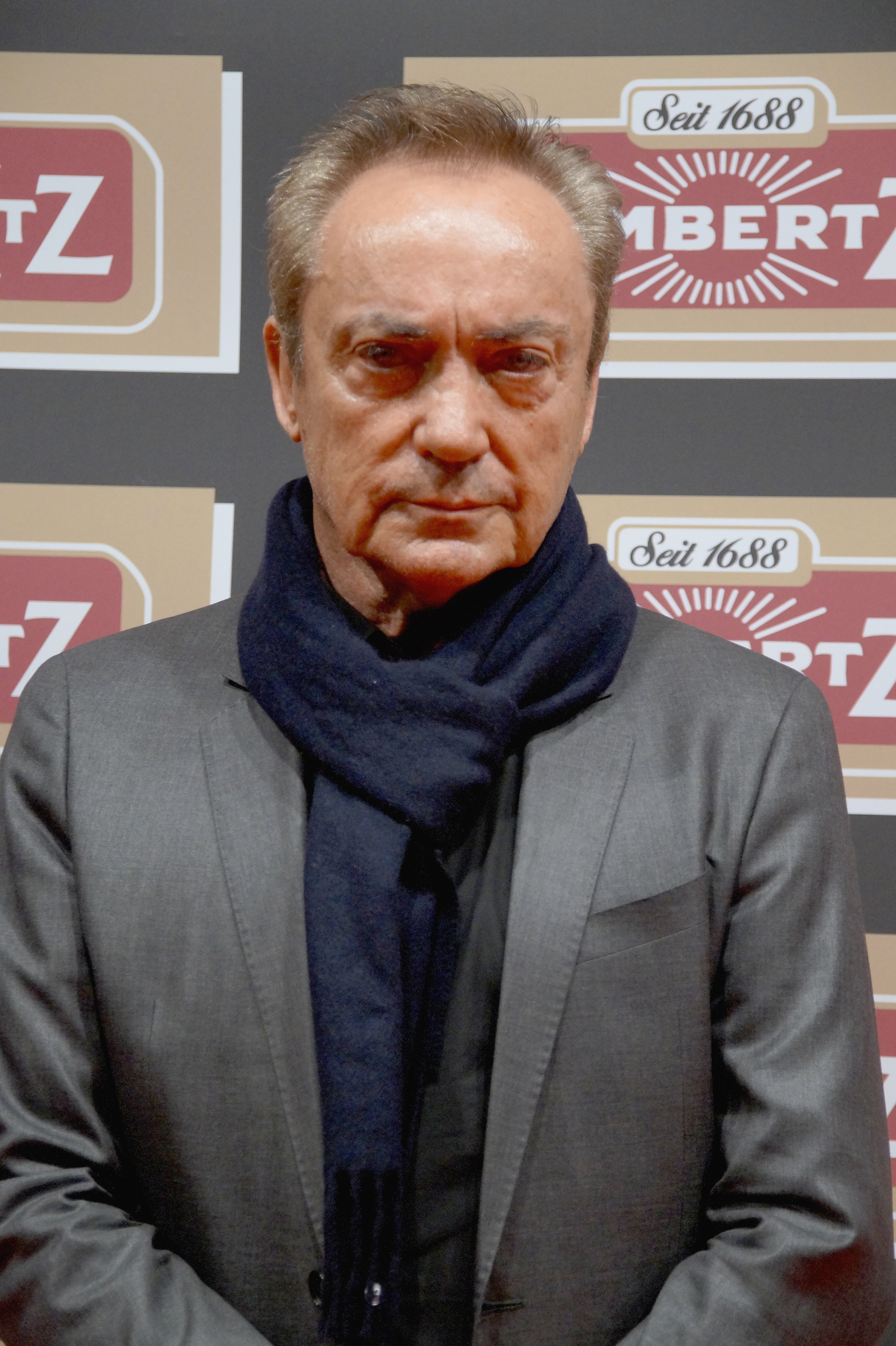
Bösewicht Zanrelot (Udo Kier)

4 gegen Z (auch 4><Z geschrieben) ist eine deutsche Mystery-Fernsehserie für Kinder, die unter der Federführung des NDR für die ARD entstanden ist. Die Regisseure sind Klaus Wirbitzky und Andrea Katzenberger, die Drehbücher sind unter anderen von Katharina Mestre geschrieben worden.
Die Serie wurde 2006 mit dem Fernsehpreis Emil ausgezeichnet und lief unter anderem erfolgreich in Italien, Belgien und Frankreich.

## Handlung

### Staffel 1
Hedda Sörensen ist verstorben und hinterlässt ihr vieles Geld nur unter der Bedingung, dass ihre Erben ein Jahr lang in ihrer Villa bei Lübeck wohnen. Diese Erben sind die alleinerziehende Schriftstellerin Julia Lehnhoff mit ihren Töchtern Karo und Leonie und der ebenfalls alleinerziehende Trendscout Sascha Sörensen mit seinen Söhnen Otti und Pinkas.
Kaum am neuen Wohnort angekommen, geschehen dort seltsame Dinge. So versucht ein komplett in schwarz gekleideter Mann Karo ein Buch ohne Seiten, das Tante Hedda den Kindern vermacht hat, zu stehlen und Pinkas wird von Tante Heddas altem Spiegel in eine fremde Welt katapultiert. Dann erscheint den Kindern auch noch der Geist von Großtante Hedda, die ihnen erklärt, dass sie nun Wächter sind und die Stadt vor dem bösen Herrscher Zanrelot und dessen Gehilfen Matreus beschützen müssen. Jene dunklen Mächte versuchen schon seit knapp 500 Jahren, Lübeck zu zerstören und die Einwohner der Stadt zu unterwerfen. Hedda selbst sei in einem Kampf gegen ihn gestorben und es wäre nun die Aufgabe der Kinder, das zu vollenden, was Tante Hedda und Jonathan, ein alter Freund von ihr, begonnen haben. Dabei wird ihnen ein nur für Leonie sichtbarer Wadz namens Kasimir und Jonathan behilflich sein. Zu Heddas Erbe zählt auch ein uraltes Buch, das normalerweise von Wächtern zu Wächtern weitergereicht wird und Wissen enthält, das für den Kampf gegen Zanrelot hilfreich ist. Zudem überreicht Hedda den Kindern spezielle Gegenstände, die sogenannten Löser: eine magische Brille, mit der man zum Beispiel durch Wände sehen kann, ein Amulett, das Zanrelots Angriffe auf ihn zurücklenkt, ein Laserpointer zum Öffnen von Türen sowie einen Handschuh, mit dem man etwa Verletzungen heilen kann.
Im Verlauf der ersten Staffel lernen die Wächter ihre neuen Kräfte zu nutzen und ergründen das Geheimnis von Zanrelots unbändigem Hass auf die Bewohner Lübecks. Die Lübecker hatten seinen Vater, den Bürgermeister Lübecks – vor knapp 500 Jahren – kaltblütig ermordet, nachdem dieser mehrere Male nicht im Sinne der Stadt gehandelt haben soll. Zanrelot hat sich damals geschworen, seinen Vater zu rächen. Er suchte seinen künftigen Meister, den Schwarzen Abt, auf, der ihn die Kunst der dunklen Magie lehrte. Am Ende der Staffel ist Zanrelots Macht so groß, dass er die Unterwelt verlassen kann. Um all seine Kräfte zurückzuerlangen, will er sich mit dem Schwarzen Abt treffen. Hierfür benötigt Zanrelot einen bestimmten Schlüssel, um die versiegelte Kammer, in der sich sein alter Lehrer befindet, zu öffnen. Der Schlüssel steckt aber in Pinkas’ Körper, wo er so leicht nicht mehr herauskommt. Zanrelot hat jedoch eine so unvorstellbar große Macht, dass auch dies kein wirkliches Hindernis mehr für ihn ist. Er trickst die Kinder aus, um doch zu seinem Meister zu gelangen, und beginnt mit seinem Ritual. Doch die Wächter durchkreuzen ein weiteres Mal Zanrelots Pläne, sodass er vernichtet wird. Matreus jedoch gelingt die Flucht.

### Staffel 2
Zanrelot ist im Laufe der Jahrhunderte so von der Dunkelheit in Besitz genommen worden, dass er weder Herz noch Seele benötigt, um zu existieren. Deshalb gelingt es Matreus auch, ihn zu reanimieren. Als die Wächter aus ihrem wohlverdienten Urlaub zurückkehren, beschließen sie, trotz der abgelaufenen Frist und dem bereits ergatterten Erbe in Heddas Villa wohnen zu bleiben. Grund hierfür ist die Tatsache, dass sich die beiden Familien Lehnhoff und Sörensen nun besser verstehen. Sascha will Julia sogar einen Heiratsantrag machen, was leider immer wieder scheitert, und auch Pinkas hat ein Auge auf Karo geworfen.
Der Handlungsstrang besteht auch diesmal wieder darin, die große Zahl von Zanrelots Rachefeldzügen abzuwehren und Lübeck zu verteidigen. Im Gegensatz zur vorherigen Staffel wird aber noch mehr auf die Schlüsselereignisse in Zanrelots Geschichte eingegangen. Besonders der Familienstammbaum spielt in der letzten Folge noch einmal eine größere Rolle. So erfahren die Wächter, dass Jonathan der Sohn Zanrelots und Matreus dessen Vetter ist.
Zanrelot übernimmt mit einem Fluch die vollständige Kontrolle über Jonathans Körper. Dadurch kann er die Unterwelt verlassen. Als die Eltern der Wächter in finanzielle Probleme geraten, kauft er, immer noch in Gestalt von Jonathan, deren Haus und vermietet es weiter an die beiden Familien, plant aber, sie in wenigen Tagen zu kündigen. Außerdem entfernt er den magischen Spiegel, mit dem die Wächter in die Unterwelt gelangen. Dadurch können Pinkas und Karo, die sich in die Unterwelt begeben haben, um Zanrelots Pläne auszuspionieren, nicht mehr zurückkehren. Die Macht der Wächter ist damit geteilt, sodass Zanrelot mit einem ägyptischen Obelisken alle Lübecker in einen Schlaf versetzen kann, aus dem sie als Zombies aufwachen werden. Otti und Leonie gelingt es aber, Pinkas und Karo aus der Unterwelt zurückzuholen, und sie stellen gemeinsam Zanrelot im Kampf. Da er immer noch Jonathans Körper besetzt, können sie ihn nur töten, wenn sie auch Jonathan töten, was sie nicht fertigbringen. Der Kampf jedoch hat Zanrelot geschwächt, sodass Jonathan ihn wieder aus seinem Körper vertreiben kann. Dadurch sterben beide, aber Jonathan nimmt dies in Kauf, weil er dadurch verhindert, dass Zanrelot die Menschen versklaven kann.

### Staffel 3
Nachdem Matreus Zanrelot ein weiteres Mal wiederbelebt hat, lässt er davon ab, sich an den Lübeckern zu rächen. Stattdessen hat er ambitioniertere Pläne. Er möchte nun das sogenannte Tor zur Welt erobern, das an einem unbekannten Ort in Hamburg stehen soll. Wer jenes Portal betritt, wird Herrscher über die ganze Welt. Da Zanrelot folglich nun in Hamburg aktiv ist und Karo, Pinkas, Otti und Leonie ihren Aufgaben als Wächter nur im Lübecker Raum nachkommen können, müssen nun neue Personen das Amt der Wächter antreten. Zanrelot weiß, dass neue Kinder mit der Aufgabe, Hamburg zu beschützen, betraut werden sollen und schickt Matreus in die Außenwelt, um sie umzubringen, bevor sie irgendwelche magischen Fertigkeiten erlernen können. Matreus scheint dies auf den ersten Blick geschafft zu haben, doch er hat sich letztendlich doch nur scheinbar in Sicherheit gewiegt und die alten konnten den neuen Wächtern, David, Finja, Milli und Jakob das Amt erfolgreich übertragen. Da Tante Hedda ebenfalls in Lübeck bleiben muss, befasst sich fortan die reiche Kaufmannswitwe Sophie, die jedoch auch nur noch ein Schatten ihrer selbst und schon im Jahre 1559 verstorben ist, damit, den Wächtern in Zeiten der Not zu helfen. Aus einem Haar Zanrelots gelingt es den Wächtern auch, Jonathan wiederzubeleben.
Zanrelot nimmt nun Matreus als seinen Sohn an und lehrt ihn die schwarze Magie. Mehrmals versucht er, die Einwohner Hamburgs unter seine Kontrolle zu bringen oder den Wächtern zu schaden, was aber am Ende fehlschlägt. Die Schuld sieht Zanrelot bei Matreus. Als zwei Kometen im Orbit der Erde aufeinanderprallen, saugt Zanrelot die dabei freiwerdende Energie auf und gelangt so an die Oberfläche. Er öffnet das Tor zur Welt. Den Wächtern gelingt es, das Tor wieder zu schließen, sind aber Zanrelot unterlegen. Als Zanrelot die Wächter töten will, schreitet Jonathan ein und wendet – zu seiner eigenen Überraschung – schwarze Magie an. Schließlich stürzen Zanrelot und Jonathan in die Elbe und lassen die Wächter ratlos zurück.
Beide kommen in der Unterwelt an. Dort kann Zanrelot Jonathan auf seine Seite ziehen, denn die Wächter haben ihn aus einem Haar Zanrelots wiedererschaffen, damit steckt das Böse auch in Jonathan. Daraufhin verstößt Zanrelot Matreus, den er jetzt nicht mehr braucht, und plant, gemeinsam mit Jonathan die Wächter zu vernichten und die Welt zu erobern. Durch einen Trick lockt Jonathan die Wächter und Tante Sophie, die nicht wissen, dass er die Seite gewechselt hat, in die Unterwelt und stiehlt David, Jakob und Finja sogar ihre magische Kraft. Als er die Wächter töten will, stellt sich Matreus schützend vor die Wächter und kämpft gegen Zanrelot und Jonathan. Matreus stirbt, aber Sophie und die Wächter können fliehen.
Es sieht schlecht aus für die Wächter. Nur Millie kann sich gegen den Einfluss von Zanrelot wehren, alle anderen Menschen, inklusive der anderen Wächter, sind willenlose Sklaven geworden. Auch Sophie ist verschwunden. Aber Zanrelot kann das Tor zur Welt noch nicht durchschreiten, da Millie die Karte und den Schlüssel dazu gestohlen hat. Ihr gelingt es, die Kraft und die Löser der anderen Wächter zurückzuerlangen, sodass sie wieder vereint sind. Sie erfahren, dass Magie im Inneren des Tors zur Welt nicht wirkt, und sehen darin ihre Chance, Zanrelot und Jonathan doch noch zu vernichten. Da kommt ihnen der Vorschlag Zanrelots gerade recht: Im Austausch für die Karte und den Schlüssel lässt Zanrelot die Wächter mit ihrer Familie und Freunden auf einer Insel leben, die nicht von ihm beherrscht werden wird. Die Wächter gehen zum Schein darauf ein und lassen Zanrelot und Jonathan das Tor betreten, darauf frieren sie es mit ihren Lösern ein und sperren die beiden Bösewichte in eine Schneekugel.

## Die gute Seite
Während Julia Lehnhoff Karos und Leonies Mutter ist, sind Pinkas und Otti die Söhne von Sascha Sörensen.
Insbesondere für Pinkas und Karo scheint es anfangs unmöglich zu sein, gemeinsam unter einem Dach zu leben. Im Laufe der Zeit merkt Karo jedoch, dass Pinkas auch ein freundlicher Zeitgenosse sein kann, und verliebt sich in ihn. Pinkas selbst spürt dabei zunächst keine Gefühle, und Karo stößt mit ihren Annäherungsversuchen immer wieder auf taube Ohren, bis Pinkas dann zufällig auf Karos Tagebuch stößt, in dem sie Tag für Tag von ihm schwärmt.
Leonie wird mit Ausnahme von den anderen Wächtern für verrückt gehalten, da sie ständig mit ihrem nur für sie selbst sichtbaren Wadz namens Kasimir spielt. Das geht vor allem Julia gehörig auf die Nerven und Mama Lehnhoff schreckt nicht davor zurück, ihrer Tochter hin und wieder Schulpsychologen auf den Hals zu hetzen.
Otti scheint auf den ersten Blick ein Langweiler zu sein, doch verguckt sich das eine oder andere Mädchen in ihn. Ob es sich dabei aber um wahre Liebe handelt oder die Mädchen ihn nur ausnutzen wollen, ist dann immer die große Frage. Auf Larissa kann Otti sich jedoch verlassen.
Sophie-Elise hat es mit viel Mühe und einigen Tricks geschafft, dass Juri Kierow mit seinem Neffen David und Hanna Sander mit ihren beiden Töchtern Finja und Milli in ein und dasselbe Haus gezogen sind. Zunächst zweifelt Hanna an einer netten WG, verfällt dann aber nach einiger Zeit Juris Charme – zu schade, dass plötzlich ihr Ex vor der Tür steht.
Bei David Kierow handelt es sich um ein hoch begabtes Diplomatenkind, das noch nie feste Freundschaften knüpfen konnte, da Davids Familie immer wieder in ein neues Land umzog. David ist dieses System satt und bleibt erstmals in Hamburg, an das er sich gerade erst so richtig gewöhnt hat.
David ist zwar hochintelligent, punktet bei den Mädchen in seiner Klasse dafür nicht so sehr. Lieber machen die sich an den coolen Jakko heran, der viel „männlicher“ auftritt. Dabei hat David mehr Qualitäten, was Romantik und Feingefühl anbelangt. So werden er und Finja am Ende doch noch ein Paar.
Finja hat „null Bock“ auf Hamburg. Sie wäre viel lieber in ihrer Heimat geblieben, wo sie alles und jeden kennt. Zurück zu ihrem Vater will sie aber auch nicht, nachdem er ihre Mutter jahrelang betrogen hat. Wenigstens gibt David ihr Trost, wenn es einmal nicht so gut läuft – ob in der Schule oder in Finjas Beziehung mit Jakob.
Milli Sander ist ein schüchternes kleines Mädchen, das unter chronischen Anfällen, die ganz plötzlich und ohne Vorwarnung auftreten, leidet. Als Wächterin ist das aber wiederum ein Vorteil, da sie während ihrer Anfälle gleichzeitig auch Visionen hat, die sich in den meisten Fällen bewahrheiten.
Jakob möchte lieber Jakko genannt werden. Seine Mutter ist schon sehr früh gestorben, als er noch ein kleines Kind war, und das Verhältnis zu seinem Vater ist auch nicht das allerbeste. Denn Jakkos Papa ist ein cholerischer Säufer und Jakko ist nur ungern und höchstens einmal im Monat in seinem „richtigen“ Zuhause.
Stattdessen hat er es sich in einem alten Bootshaus gemütlich eingerichtet. Zu schade, dass in der gegenüberliegenden Villa fortan die Kierows und Sanders wohnen, die nach und nach merken, dass sie nachts nicht allein sind.
Das Wahrzeichen der „4“ ist die Farbe Blau; so sind beispielsweise die Strahlen der magischen Löser blau gefärbt.

## Die böse Seite
Vor knapp 500 Jahren wurde Zanrelot in die Unterwelt verbannt, wo er mit seinem getreuen Helfershelfer mit allen Mitteln versucht, wieder nach „oben“ zu gelangen und die Lübecker zu unterwerfen. Matreus selbst versucht immer wieder erfolglos Anerkennung von seinem kaltherzigen Onkel zu bekommen, doch ist er in dessen Augen nur ein vermaledeiter Taugenichts.
Die Farbe des Bösen, bzw. des „Z“ ist Grün.

## Produktion
Staffel 1 und 2 spielten in Lübeck. Die dritte Staffel verlegt die Handlung um Zanrelot mit sieben neuen Darstellern nach Hamburg. Mit Folge 1 von 4 gegen Z begann auch in Deutschland das Mystery-Serien-Genre und die Jungschauspieler der Serie setzten mit Udo Kier einen Meilenstein in der Kinderfernsehen-Geschichte. Die ersten Episoden liefen im Sommer 2005 immer dienstags um 19:25 Uhr im KiKA. Die Folgen der letzten Staffel wurden erstmals im September 2008 ebenfalls im KiKA und im Kinderprogramm von Das Erste ausgestrahlt.

## Besetzung

### Besetzung der Staffeln 1 und 2
| Rolle                    | Darsteller           |
| ------------------------ | -------------------- |
| Pinkas Sörensen          | Kevin Stevan         |
| Karoline „Karo“ Lehnhoff | Jessica Rusch        |
| Ottokar „Otti“ Sörensen  | Jonas Nay            |
| Leonie Lehnhoff          | Carolyn McGregor     |
| Hedda Sörensen           | Eva Maria Hagen      |
| Julia Lehnhoff           | Karoline Eichhorn    |
| Sascha Sörensen          | Siegfried Terpoorten |
| Kasimir                  | Klaus Naeve (Stimme) |

### Besetzung der Staffel 3
| Rolle               | Darsteller       |
| ------------------- | ---------------- |
| Jakob „Jakko“ Frese | Anton Baengs     |
| Finja Sander        | Leonie Landa     |
| David Kierow        | Lukas Kieback    |
| Emilia Sander       | Johanna Berger   |
| Sophie-Elise        | Monica Bleibtreu |
| Hanna Sander        | Fiona Coors      |
| Juri Kierow         | Ben Daniel Jöhnk |

### Besetzung der Staffeln 1–3
| Rolle                | Darsteller          |
| -------------------- | ------------------- |
| Jonathan „Jona“ Levi | Lucas Gregorowicz   |
| Matreus              | Andreas Pietschmann |
| Zanrelot             | Udo Kier            |

### Nebenrollen Staffel 1–3
| Rolle                          | Darsteller        |
| ------------------------------ | ----------------- |
| Cindy Sörensen                 | Sandra Borgmann   |
| ESA-Mitarbeiter                | Albrecht Ganskopf |
| Collin Spyder                  | Josef Heynert     |
| als Gast                       | Peter Jordan      |
| Janari                         | Matthias Klimsa   |
| Lübecker Bürgermeister         | Bruno Frank Apitz |
| Natalie                        | Nadine Fano       |
| Lars Freese                    | Rainer Sellien    |
| Schiffer                       | Oliver Warsitz    |
| Redakteur Friedmann            | Heiko Pinkowski   |
| Franz Olte (Zanrelot als Kind) | Meo Wulf          |